# With a Child's Heart
"With a Child's Heart" é uma canção do cantor Stevie Wonder, de seu álbum Up-Tight, de 1966.
A canção foi lançada como lado B do single "Nothing's Too Good for My Baby".

## Versão do Michael Jackson
A canção foi regravada pelo cantor Michael Jackson e lançada como o primeiro single de seu álbum Music & Me (1973). O single alcançou a 50ª posição na Billboard Pop Singles, 14º lugar no R&B chart e 23º lugar no Adult Contemporary.

### Desempenho nas paradas musicais
| Parada musical (1973)               | Melhor Posição |
| ----------------------------------- | -------------- |
| Estados Unidos - Billboard Hot 100  | 50             |
| Estados Unidos - R&B/Hip-Hop Songs  | 14             |
| Estados Unidos - Billboard Cash Box | 37             |
| Turquia - Turquia Top 20 Chart      | 13             |

## Versão Raven-Symoné
"With a Child's Heart" foi mais tarde regravada pela atriz e cantora americana Raven-Symoné, para o seu segundo álbum de estúdio, Undeniable, e foi lançada como um single em 1999.
Três clipes foram feitos para a música: o primeiro utilizando a versão "original" uptempo, a segundo a versão "balada", e o terceiro teve o usou de um remix.

### CD Single
1. "With a Child's Heart" (Uptempo version) – 3:53
2. "With a Child's Heart" (Ballad version) – 5:34
3. "With a Child's Heart" (Bonus Remix Uptempo version) – 3:38
4. "With a Child's Heart" (International Bonus House Mix) – 4:21